# 锡拉考古博物馆
36°25′13″N 25°25′51″E / 36.4202°N 25.4309°E

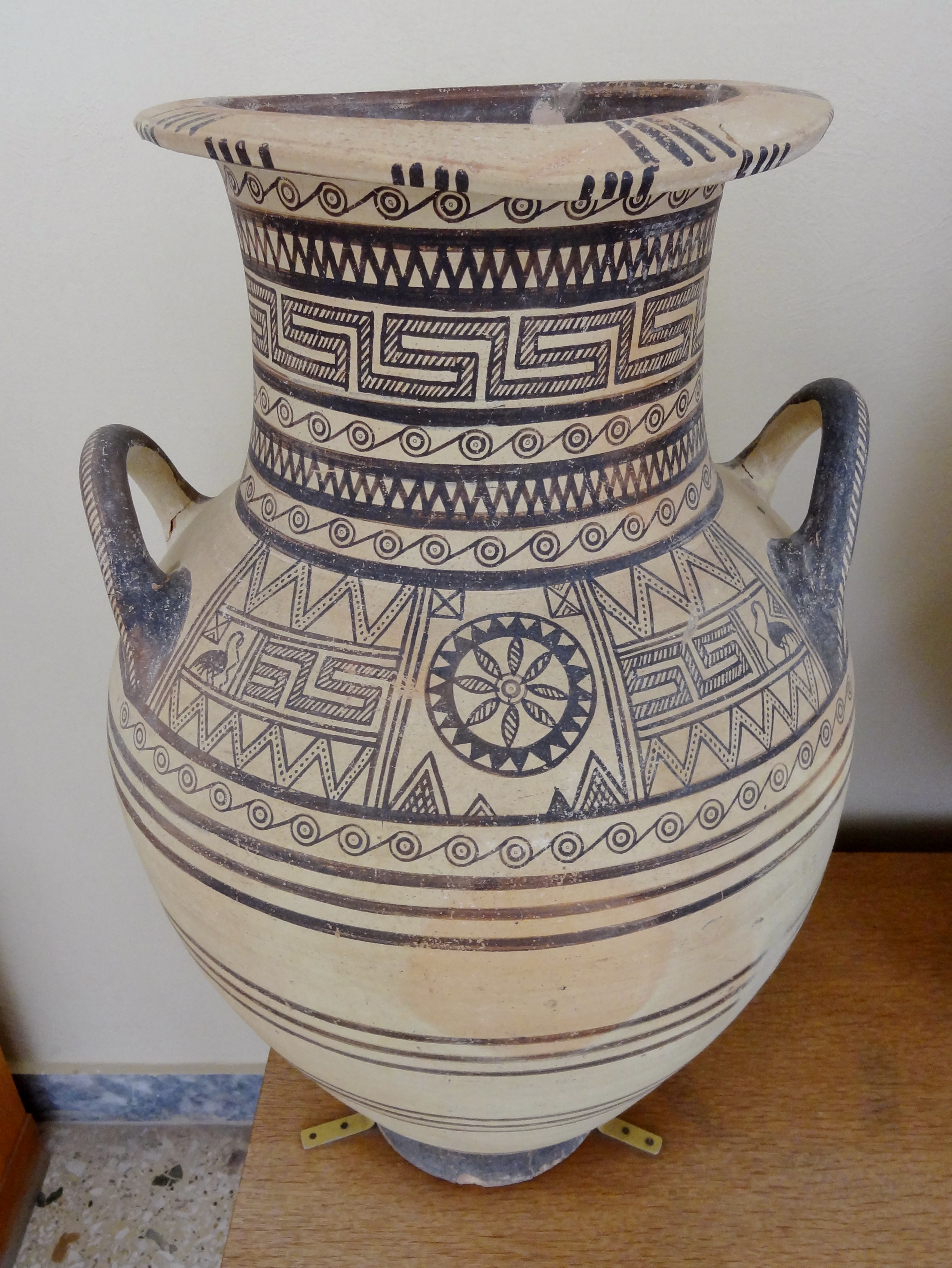

锡拉考古博物馆（Archaeological Museum of Thera）是希腊圣托里尼岛费拉的一个博物馆。

## 历史
它建于1960年，以取代在1956年阿摩尔戈斯地震中倒塌的旧馆。馆内收藏的文物从公元前3000年开始，直到古典时期。其中包括公元前20-17世纪的花瓶。

## 画廊

公元前6世纪的古船
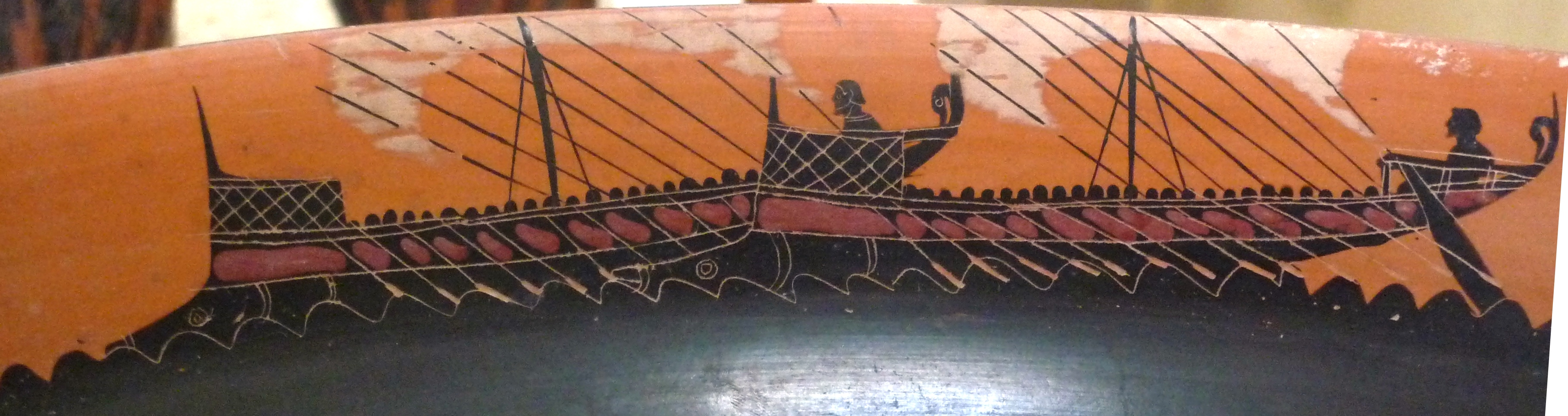
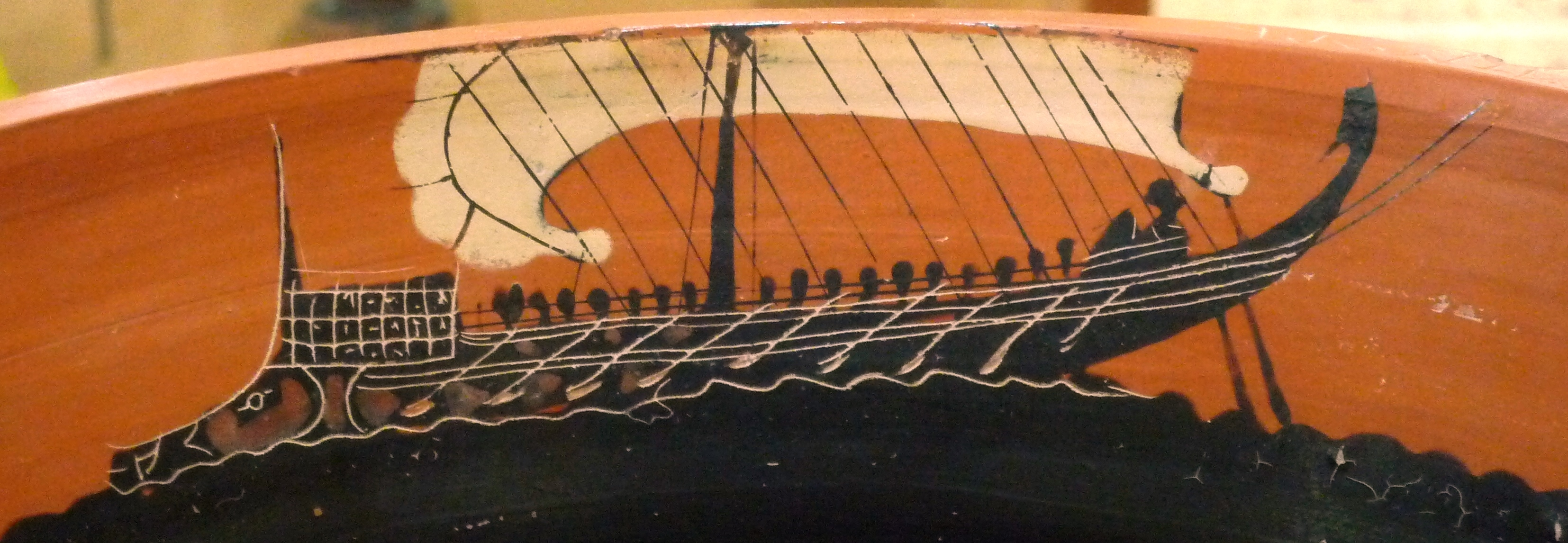
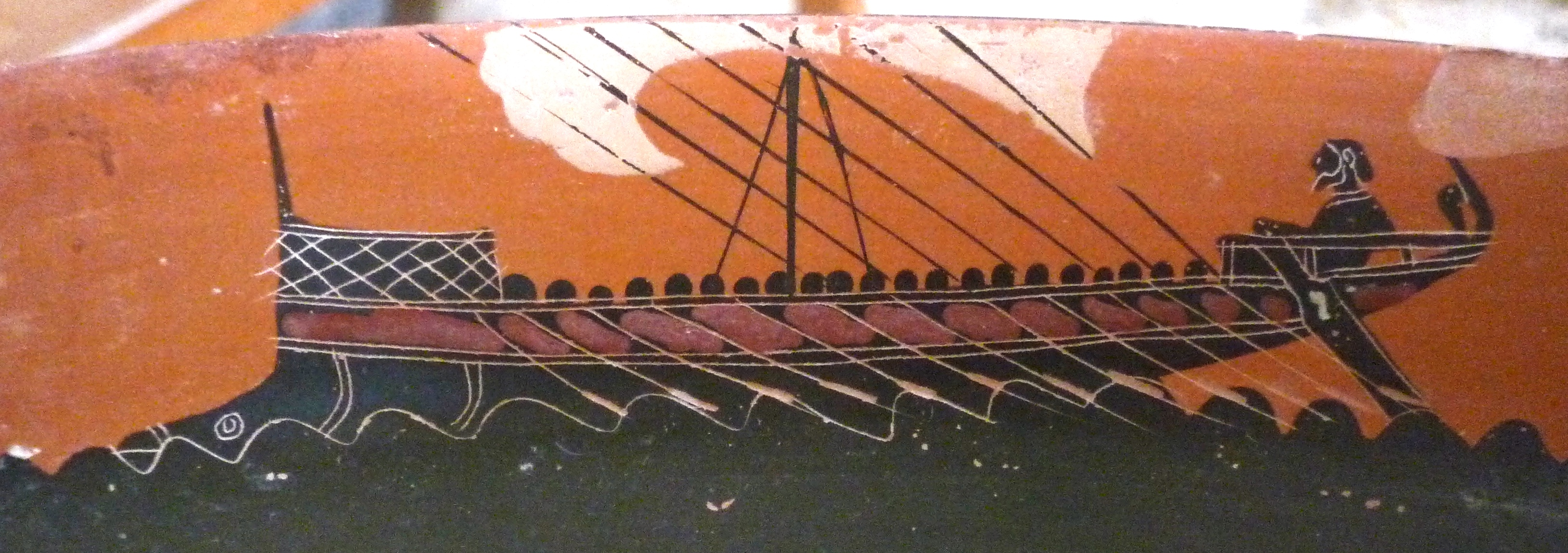
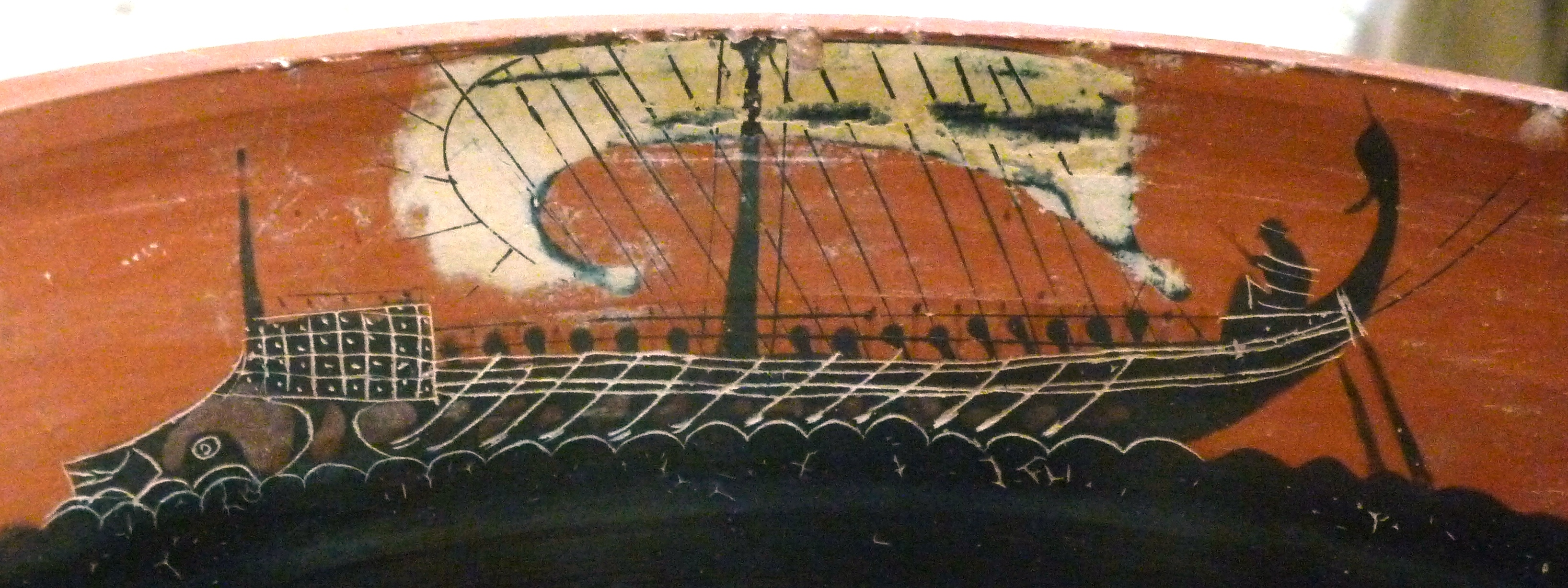